# Impossibile (EP Matteo Becucci)
Impossibile è un EP pubblicato nel 2009 che segna l'esordio discografico del cantante livornese Matteo Becucci. Pubblicato dalla Sony BMG poco dopo la partecipazione del cantante al talent show X Factor, dove ne è uscito vincitore contro i The Bastard Sons of Dioniso.

## Tracce
1. Impossibile (Andrea Bonomo e Luca Chiaravalli) (singolo di Matteo cantato a X Factor)
2. Lo avrei dovuto sapere (I've Should Have Known Better)
3. Ancora, ancora, ancora
4. The Power Of Love (con Elisa Rossi, cover dei Frankie Goes to Hollywood)
5. I'll Fly For You
6. Sei Bellissima (Claudio Daiano, Gian Pietro Felisatti)

## Formazione
- Matteo Becucci – voce
- Lucio Fabbri – chitarra, basso, tastiera, viola, violino, violoncello
- Antonio Petruzzelli – basso
- Roberto Gualdi – batteria
- Lorenzo Ferrario – tastiera, programmazione
- Biagio Sturiale – chitarra
- Eros Cristiani – pianoforte
- Marco Forni – tastiera, programmazione, pianoforte
- Luca Chiaravalli – tastiera, programmazione, pianoforte
- Stefano Cisotto – tastiera, programmazione, pianoforte
- Paola Folli, Silvio Pozzoli – cori